# Ashton Sanders
Ashton Durrand Sanders, född 24 oktober 1995 i Carson i Kalifornien, är en amerikansk skådespelare.

## Biografi
Sanders föddes i Carson, Kalifornien. Han gick på Grand Arts High School i Los Angeles, från vilken han tog examen 2013. Han studerade till en BFA vid The Theatre School at DePaul University, innan han lämnade efter tre år 2016 för att fokusera på sin skådespelarkarriär.

## Filmografi (i urval)
- 2013 – The Retrieval
- 2015 – Straight Outta Compton
- 2016 – The Skinny (TV-serie)
- 2016 – Moonlight
- 2018 – Dead Women Walking
- 2018 – The Equalizer 2
- 2019 – Native Son
- 2019 – Captive State
- 2019 – Wu-Tang: An American Saga (TV-serie)
- 2020 – All Day and a Night
- 2021 – Judas and the Black Messiah
- 2022 – Familjen Proud: Högre och stoltare (The Proud Family: Louder and Prouder) (TV-serie)
- 2022 – Whitney Houston: I Wanna Dance with Somebody